# Santa Lucia (Castiglion Fiorentino)
Santa Lucia è una frazione del comune di Castiglion Fiorentino, in provincia di Arezzo. Si trova nella parte occidentale della Valle del Bigurro, in posizione pedecollinare.

## La località
Nel 1239 la villa era tra quelle che l'imperatore Federico II confermava come possesso di Castiglioni. Il borgo è menzionato anche nell'atto di sottomissione del castello di Montecchio ad Arezzo (16 maggio 1242) in cui, elencando i confini del distretto, si citava il fiume Rivocco (Ruccavo, l'odierno Bigurro), che fluiva tra Colonnata (ora il Poggiolo) e Santa Lucia. Anche la chiesa è molto antica, dal momento che viene citata nel Registro Camaldolese del 1159. Nel 1346 ne risultava rettore un certo Niccolò di Uguccio di Guidone da Perugia. Il 7 giugno del 1365 la famiglia Tarlati cedeva alla Pieve di Castiglioni il patronato sulla chiesa. Nel 1457 le ville di Santa Lucia, Colonnata e Ruccavo nominarono loro procuratore tal Gilio di Venturiello con il compito di darsi a Castiglioni. Nella Visita apostolica del 1583 si riscontrò che la chiesa era angusta e doveva essere ampliata. L'usanza di fare una festa con fiera il 13 dicembre, giorno di Santa Lucia, è molto antica, se nel 1349 il podestà perugino Filippo di Giovanni fissava per ogni villa il numero di lavoranti che essa doveva inviare alla festa. Veniva fatta nel paese, presso la chiesa, il martedì più prossimo al 13 dicembre ed era una delle più note dell'aretino. Nel XIX secolo la festa andò scemando e perse quell'importanza che aveva sempre avuto fino allora. Intanto la chiesa, forse già in rovina, fu soppressa nel 1785 e venduta alla famiglia Tavanti; successivamente venne demolita. Il luogo dove era collocata è in cima alla collinetta che ancora oggi ne conserva il nome.

## Il Poggiolo
Il Poggiolo è una contrada ubicata nella collina posta subito a sud di quella di Santa Lucia. In passato era chiamata Colonnata o Pietrafitta; in essa esisteva anche una chiesa dedicata a Sant'Agata. Questa è citata nel 1264 e riportata nel catasto del 1427. Nel 1451 la chiesa venne annessa alla pieve di Castiglioni. La Visita apostolica del 1468 riferì che la struttura era da tempo in rovina, quindi era necessario il restauro. Nel 1525 il vescovo nominò rettore di chiesa don Grazia di Bernardino Portagioia; in quello stesso anno la chiesa, in precedenza non restaurata, finì per rovinare del tutto. Nessuna traccia compare nei documenti successivi. Nel XVII – XVIII secolo è citata una Compagnia della Madonna del Poggiolo. L'area era allora disabitata, pericolosa, vi avvenivano furti e omicidi. Il 28 dicembre 1860 un colono fu sorpreso dai ladri al ritorno a casa ed ucciso con un colpo d'archibugio. In quel periodo venne costruito un oratorio intitolato al santo Presepio; i proprietari utilizzarono del materiale appartenente alla precedente costruzione. In tale costruzione era stato posto un architrave recante un'iscrizione antica. L'oratorio è citato nel Catasto lorenese del 1823, ma non è mai giunto ai nostri giorni.

## Immagini varie

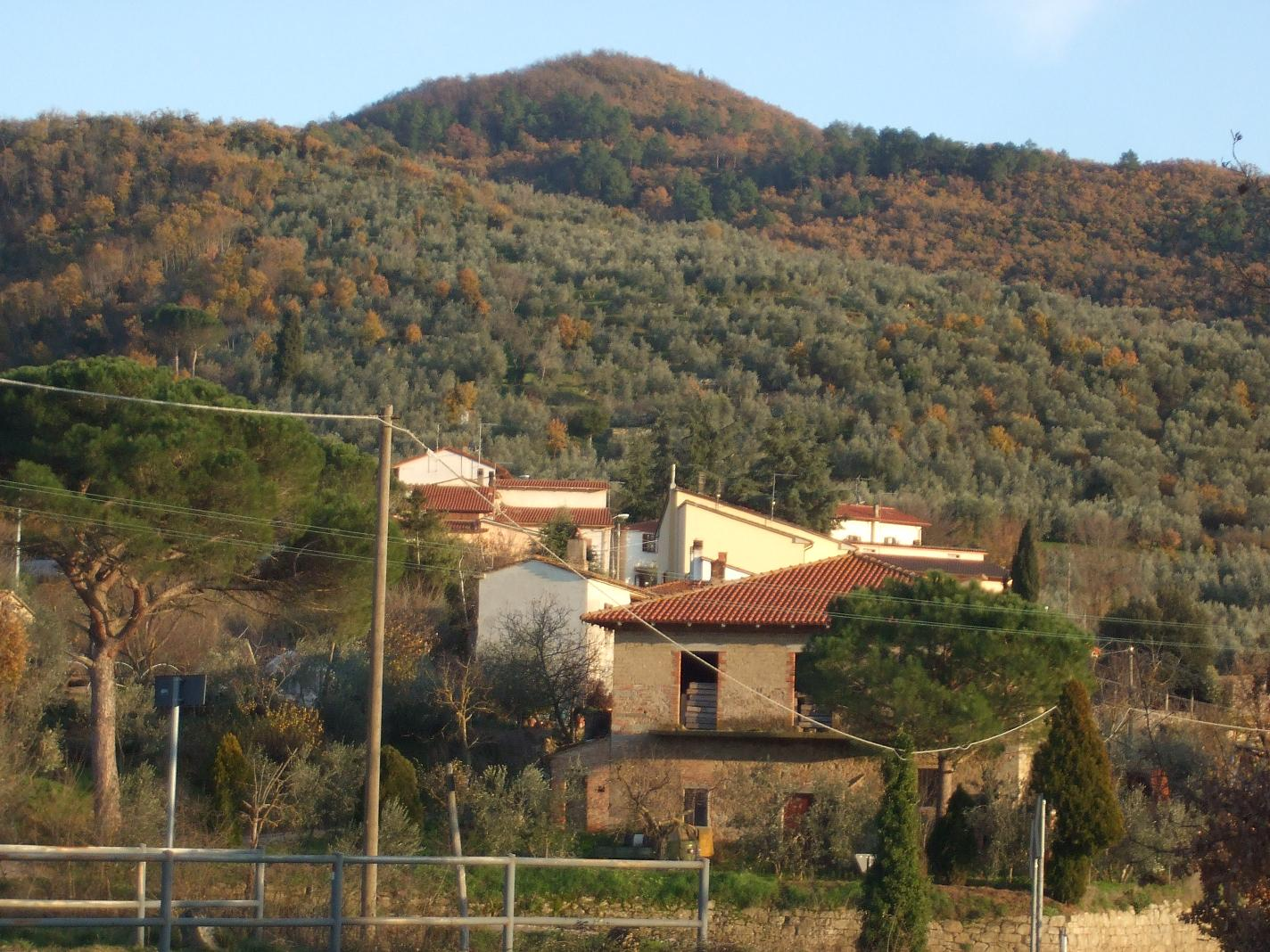
Il paese di Santa Lucia
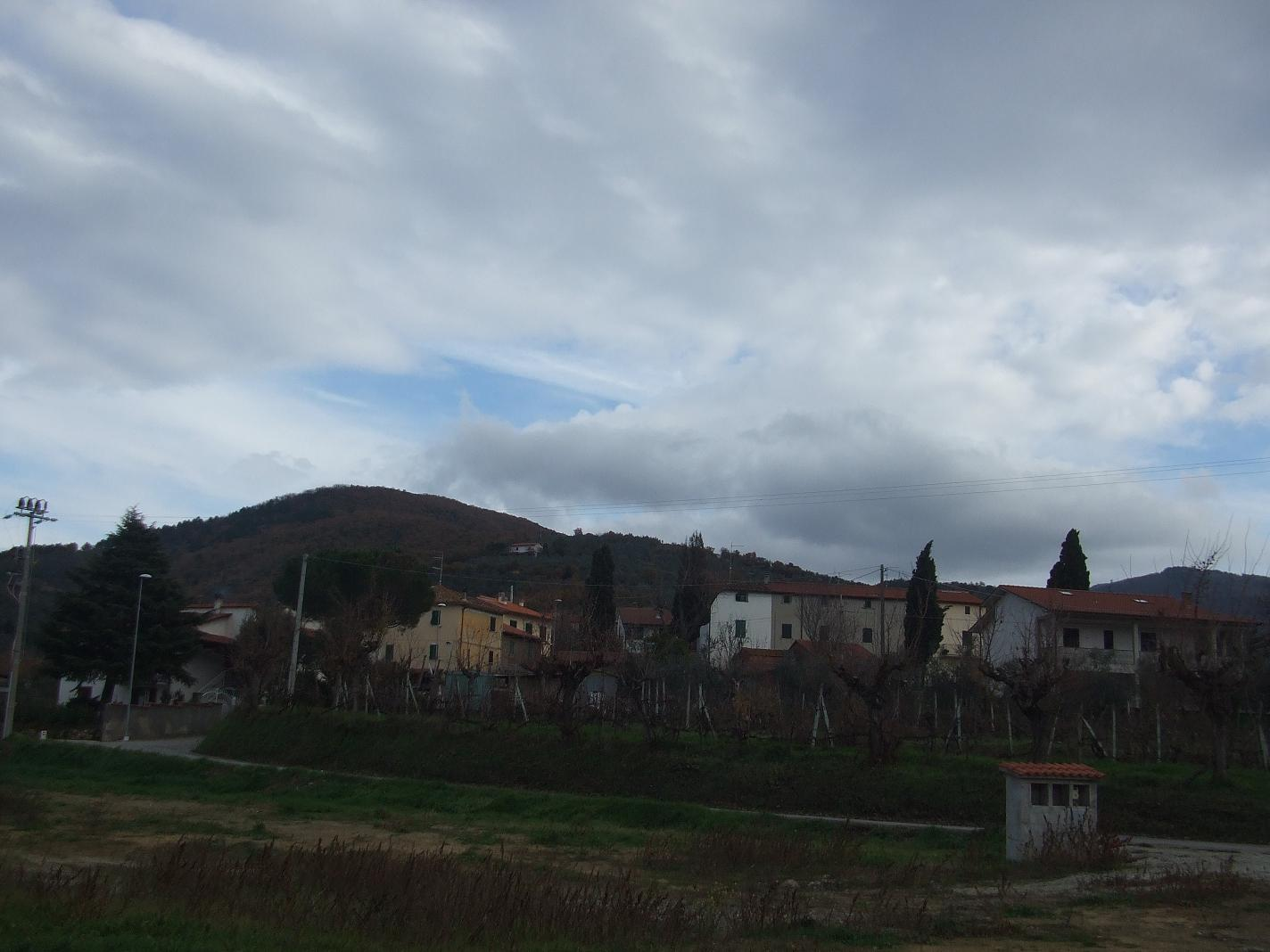
Le case del Poggiolo